# Николаевская Верхопежемская пустынь
Николаевская Верхопежемская мужская пустынь основана в XVI веке. В 1682 году, по указу архиепископа Холмогорского и Важского Афанасия, в Верхопежемскую пустыню переселились старцы и вкладчики упразднённой Николаевской пустыни из Устьянской Чушевицкой волости. Управление пустыней всегда было строительское. В 1727 году в пустыни проживали строитель и три монаха. В 1764 году пустынь упразднена, монастырская Иоанно-Предтеченская церковь обращена в приходскую. В настоящее время — деревня Никольская Верховажского района Вологодской области.